# Szabadkőműves naptár
A szabadkőműves naptár (röviden: kőműves naptár) a XVIII. század eleje óta használatos az angolszász, francia és német szabadkőműves páholyokban.
Kiindulópontja a Fény Éve, az Anno Lucis, azaz a bibliai Teremtés éve.
A szabadkőműves időszámítás megalkotásának célja egy egyetemes, a szemita vallások (zsidó, keresztény és iszlám) felekezeti sajátosságaitól független kiindulóponton alapuló, ugyanakkor a szabadkőművesség eredetét a bibliai Teremtésig visszavezető naptár megteremtése volt.

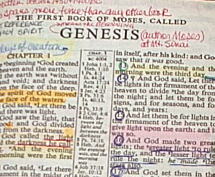
Biblia, amelyen Ussher időrendje szerint az i. e. 4004. évi Teremtésre vonatkozó adatait tüntették fel

## Eredete
A naptárt James Ussher (1581–1656) ír protestáns teológus, érsek alkotta meg, aki Annales Verteris et Novi Testamenti című munkájában (1650–54), a bibliai és történelmi eseményeket a világ teremtésétől kezdődően állította időrendbe. Számításai szerint Urunk a világmindenséget Jézus Krisztus születése előtt 4004-ben teremtette, azaz akkor volt az Anno Lucis.
Ezeket a számításokat vette alapul és pontosította Anderson, az 1723-ban megjelent Szabadkőművesek Alkotmányában (The Constitutions of the Free-masons).

## Szerkezete
A kőműves naptár évei ugyanolyan hosszúak, mint a Gergely-naptáré, de a Julián naptár szerinti március 1-jei kezdettel. Ugyanazokat az ezredfordulókat is használja, mivel az egyszerűség kedvéért kerekítve, mindössze 4000 évvel számol többet.
Ennek megfelelően:
- 2004. február 29-én volt a Fény 6003. éve 12. havának 29. napja;
- 2004. március 1-jén volt a Fény 6004. éve 1. havának 1. napja.

A gyakorlatban a beavatottak nagy része a szabadkőműves év kezdetét az egyszerűbb kezelhetőség végett január 1-jére teszi.
A szabadkőműves naptárban két ünnep van: a Nyári Szent János és a Téli Szent János, melyek egybe esnek a nyári és téli napfordulókkal.

## Változatok
Az időszámítási rendszerekkel kapcsolatban a szabadkőműves mozgalmon belül sincs teljes egység. A fenti időszámítás a legelterjedtebb, azonban léteznek más, jelentősen eltérő rendszerek is:
- A Skót Rítus Kadosh lovagjai anno hebraico, vagy Anno Mundi néven a zsidó kronológiát alkalmazzák, amely a Gergely-naptár évéhez 3760 évet ad hozzá.
- A Főpapi Rend időszámítása Ábrahámnak Melchizedek főpap által történt megáldásától (Anno Benedictionis), azaz i. e. 1913-tól datálódik.
- A Royal & Select Master időszámítása az első évet Salamon által építtetett jeruzsálemi Első Templom alapkőletételéhez köti (Anno Depositionis), azaz i. e. 1000.
- A Royal Arch szerint az időszámítás kezdete a Templom I. Heródes zsidó király által történt újjáépítésének kezdete (Anno Inventionis), azaz i. e. 530.
- A Templomos Rend időszámítása a Strict Observance szerint a rend alapításától (Anno Ordinis), azaz i. e. 1118-tól számítandó.

## Külső hivatkozások
- Kelet – a Magyarországi Symbolikus Nagypáholy hivatalos lapja (2000/1 szám)
- Ussher-Lightfoot Calendar (en.wikipedia)
- The Masonic Calendar
- Szabadkőműves Naptár a Naptár Portálon Archiválva 2007. december 1-i dátummal a Wayback Machine-ben